# Lactobacillus amylolyticus
Lactobacillus amylolyticus è una specie di batterio appartenente alla famiglia delle Lactobacillaceae.